# Ensenada de Valdevaqueros
La ensenada de Valdevaqueros se sitúa entre Punta Paloma y la punta de la Peña, en la costa atlántica gaditana. En ella se asentó en la Antigüedad la población hispanorromana de Melaria.

## Características

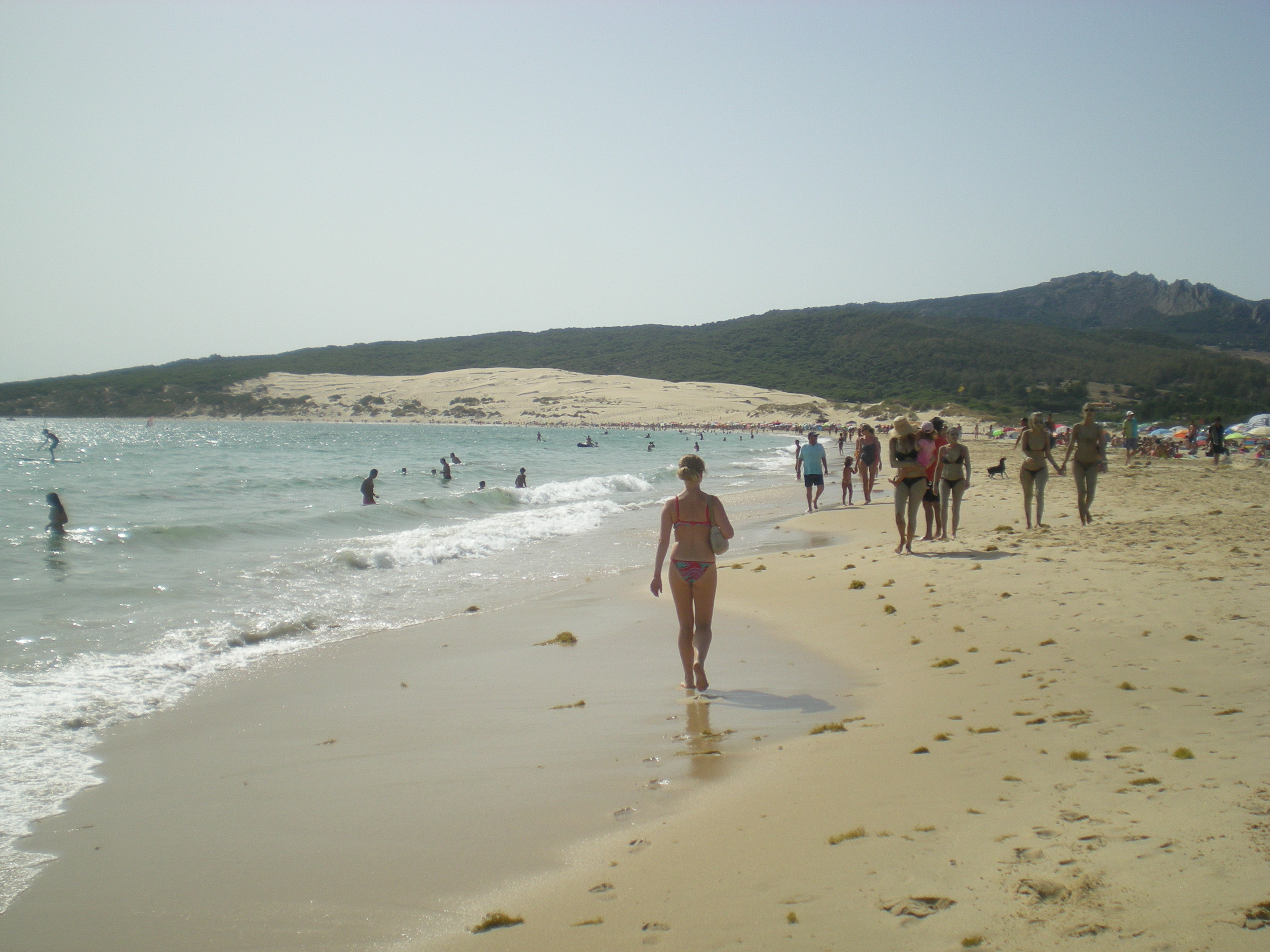
Playa con ensenada al fondo

Esta ensenada braza unos 4 km de arenas, ofreciendo un buen abrigo a vientos, y presenta bajos fondos de 8 a 10 m. La sierra de Enmedio constituye su límite oriental con dirección norte; la encajona al oeste la sierra de San Bartolomé. Es un corredor relleno de arenas que ha dado lugar a este suave arco de playa, por el aporte sedimentario de las sierras que lo circundan. A ella desagua el río del Valle, que al verse frenado por las arenas da lugar a una pequeña zona de marismas.

## referencias
1. ↑  ENRIQUE GOZALBES CRAVIOTO, La ubicación de la Mellaria romana, ALJARANDA (revista municipal de Tarifa)

- Datos: Q5558507